# Grewena
Grewena – miasto w Grecji, w administracji zdecentralizowanej Epir-Macedonia Zachodnia, w regionie Macedonia Zachodnia, w jednostce regionalnej Grewena. Siedziba gminy Grewena. W 2011 roku liczyło 13 137 mieszkańców.
Grewena położona jest około 400 km od Aten i 180 km od Salonik na wysokości 530 m n.p.m. Znajduje się w strefie czasu wschodnioeuropejskiego.

## Historia
Odkrycia archeologiczne wskazują na istnienie osadnictwa w rejonie Greweny przed 1500 rokiem p.n.e.
Wyzwolenie spod panowania tureckiego nastąpiło 13 października 1912.
Grewena położona jest w rejonie aktywnym sejsmicznie. Trzęsienie ziemi z 13 maja 1995 miało siłę 6,6 stopnia w skali Richtera (spowodowało tylko materialne zniszczenia). Wielkość kolejnego, z 5 stycznia 2005 (godz. 18:00 UTC), niedaleko Greweny, określono na 4,9 stopnia (nie było raportu ze zniszczeń). Następne trzęsienie pojawiło się 17 lipca 2007 o godz. 19:23 (UTC). Wielkość wstrząsów określono na 5,4 stopnia (uszkodzeniu uległy stare budynki w północno-wschodnich wioskach gminy).